# الإسلام في بليز
الإسلام في بليز تشير الإحصاءات الرسمية عن الإسلام في بليز أن مجموع السكان المسلمين يقدر بحوالي 577 وهو ما يمثل 0,01٪ من مجموع السكان، وصل الإسلام إلى بليز في هجرات حديثة وصلها بعض المسلمين من بلاد الشام خصوصا من فلسطين ومن بعض الدول الإسلامية الآسيوية وليس لديهم تنظيم واضح أو تجمع معروف ، ولكن هناك جهود فردية لبعض المسمين ، والمؤسسة الإسلامية الوحيدة في بليز هي البعثة الإسلامية في مدينة بليز.